# Xenochila integrifolia
Xenochila integrifolia är en bladmossart som först beskrevs av William Mitten, och fick sitt nu gällande namn av Hiroshi Inoue. Xenochila integrifolia ingår i släktet Xenochila och familjen Plagiochilaceae. Inga underarter finns listade i Catalogue of Life.